# Лёбе, Пауль
Пауль Лёбе (нем. Paul Löbe; 14 декабря 1875, Лигниц, Силезия — 3 августа 1967, Бонн) — немецкий политик периода Веймарской республики, председатель рейхстага в 1920—1924 и 1925—1932 годах, член Социал-демократической партии Германии.

## Биография
Сын столяра, начал профессиональную карьеру журналиста и редактора в Бреслау в газете «Фольксвахт» в 1899 году. Депутат городского собрания Бреслау в 1904—1919 годах, после чего был избран в Веймарское национальное собрание. С 1920 года он в рейхстаге, где сразу получил пост его председателя, которым сохранял до 1932 года. Всё это время — более чем четыре срока деятельности парламента — он посвятил урегулированию конфликтов и разногласий между различными партийными фракциями германского парламента.

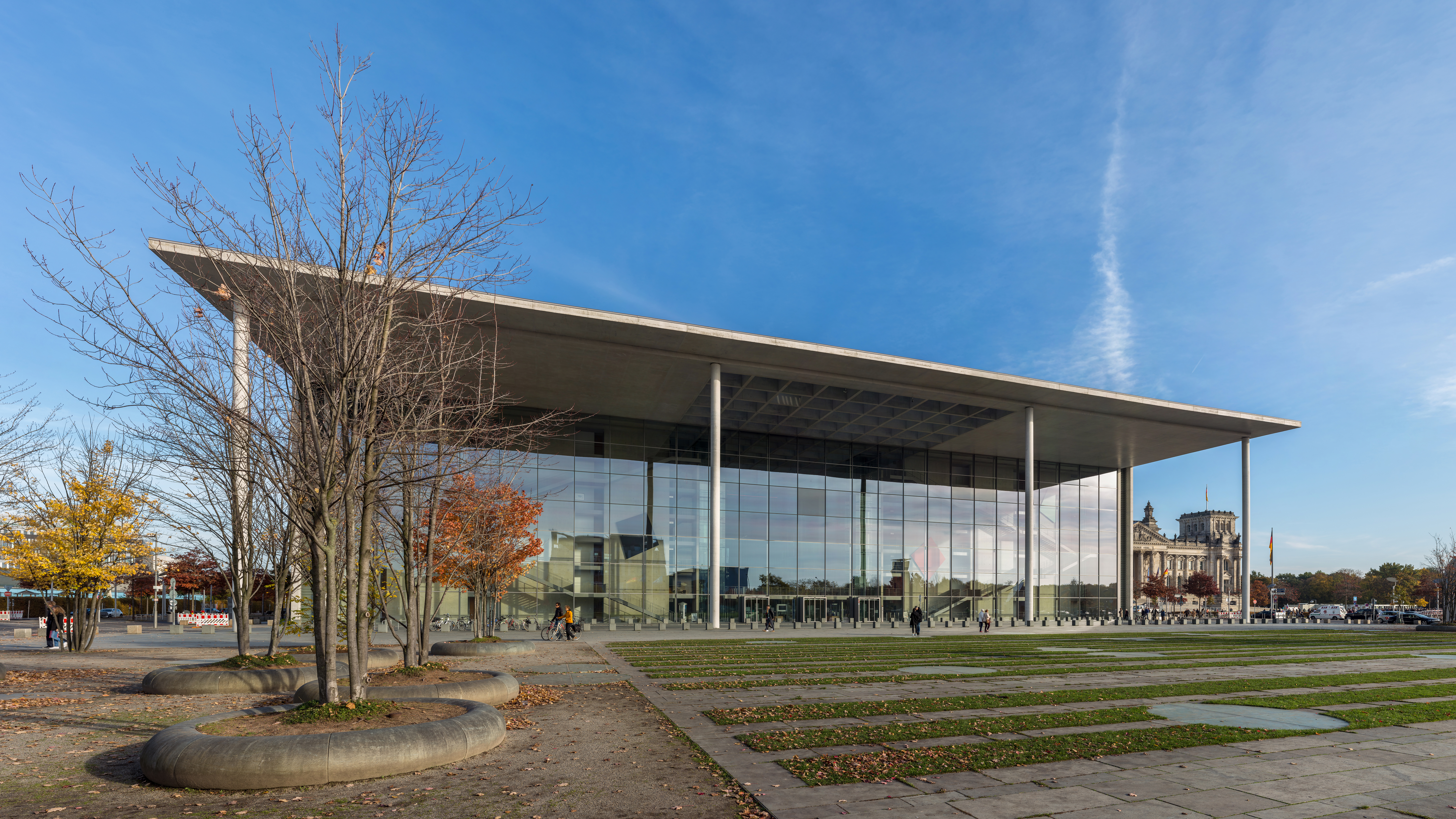
Дом Пауля Лёбе — вспомогательное здание германского парламента в Берлине

 Предложение принять должность рейхспрезидента в качестве преемника Фридриха Эберта Пауль Лёбе отклонил, посчитав, что он нужен в парламенте.
В годы национал-социализма Лёбе работает корректором. Был дважды арестован нацистскими властями — сразу в 1933 году и после провала заговора 20 июля 1944 года, подпав под подозрение из-за связей с участниками антигитлеровского выступления. В 1945 году он возвращается в Социал-демократическую партию Германии, работал редактором. С 1946 года — издатель берлинской ежедневной газеты «Телеграф». До 1953 года представлял Западный Берлин в бундестаге.